# Тільки його батько
Тільки його батько (англ. His Only Father) — американська короткометражна кінокомедія режисера Хела Роача 1919 року.

## У ролях
- Гарольд Ллойд
- Бібі Данієлс
- Снуб Поллард
- Семмі Брукс
- Френк Деніелс
- Чарльз Інслі
- Марк Джонс
- Ді Лемптон
- Гас Леонард